# Santa Maria della Vittoria, Rim
Santa Maria della Vittoria (latinsko S. Mariae de Victoria) je katoliška naslovna. Cerkev je v Rione Sallustiano, na številki 98, via XX Settembre, kjer se ta ulica križa z Largo Santa Susanna. Stoji ob strani Fontana dell'Acqua Felice. Cerkev je nasproti cerkve Largo Santa Susanna. To sta približno dva bloka severozahodno od podzemne postaje Piazza della Repubblica in Teatro dell'Opera.

## Zgodovina
Zemljišče za cerkev so karmeličanke kupile 20. aprila 1607 , cerkev pa so zgradili med letoma 1608 do 1620 kot kapelo, posvečena sv. Pavlu za diskriminirane karmeličanke. Po katoliški zmagi v bitki pri Beli gori leta 1620, ki je zaustavila reformacijo na Češkem, je bila cerkev ponovno posvečena Devici Mariji. V cerkvi visijo turški prapori, zajeti ob obleganju Dunaja leta 1683, in dopolnjujejo k notranji opremi cerkve na temo device Marije, ki je pomagala katoliški vojski do zmage.
Red je financiral gradbena dela do trenutka odkritja kipa Speči hermafrodit. Scipione Borghese, nečak papeža Pavla V., si je to skulpturo prisvojil, v zameno pa financiral preostala dela na fasadi in redu priporočil svojega arhitekta Giovannija Battista Soria. Ta podpora je začela veljati šele leta 1624, delo pa je bilo zaključeno dve leti kasneje.
Santa Maria della Vittoria je kot naslovno cerkev ustanovil papež Pij VII 23. decembra 1801.

## Zunanjost
Cerkev je edina zgradba, ki jo je zasnoval in dokončal zgodnji baročni arhitekt Carlo Maderno, čeprav je notranjost leta 1833 utrpela požar in jo je bilo treba obnoviti. Njeno pročelje je postavil Giovanni Battista Soria v času življenja Maderne, 1624–1626, kar kaže na nedvomni vpliv Madernove Santa Susanne v bližini.

## Notranjost
Notranjost ima eno samo široko ladjo pod nizkim segmentnim obokom, s tremi med seboj povezanimi stranskimi kapelami za loki, ločenimi z ogromnimi korintskimi pilastri z pozlačenimi kapiteli, ki podpirajo obogateno entablaturo. Kontrastne marmorne obloge so obogatene z belimi in pozlačenimi štukaturnimi angeli in putti v polnem reliefu. Notranjost je bila po Madernovi smrti zaporedno obogatena; njen obok je bil freskiran leta 1675 s zmagoslavnimi temami v oblikovanih predelih z lažnimi okvirji: Triumf Marije nad herezijo in Padec upornih angelov, ki jih je leta 1675 izdelal Giovanni Domenico Cerrini.
Številni so tudi drugi kiparski detajli: Jožefove sanje (levi transept, Domenico Guidi, obdan z reliefnimi ploščami Pierra Etienne Monnota) in nagrobnik kardinalu Berlinghieru Gessiju. Obstajajo slike Guercina, Nicolasa Lorraina in Domenichina. Cerkev je tudi zadnje počivališče svete Viktorije, katere ohranjeni ostanki so na ogled v notranjosti.

### Kapela Cornaro
Mojstrovina v kapeli Cornaro, levo od oltarja, je Zamaknjenje svete Tereze Scipionovega kiparja Berninija. Kip prikazuje trenutek, ki ga je sveta Terezija Avilska opisala v svoji avtobiografiji, kjer je doživela živo vizijo Serafa, ki ji je z zlato puščico prebodel srce in ji povzročil neizmerno veselje in bolečino. Plapolajoča obleka in ukrivljena drža opustita klasično zadržanost in počiva, da bi upodobila bolj strasten, skoraj čuten trans. Čeprav umetniška tour de force, so v času Berninijevega življenja in v stoletjih, ki so sledila vse do danes, Berninijevo sveto Terezo obtožili prestopa meje spodobnosti s seksualizacijo vizualnega prikaza  svetnikinega doživljanja do te mere, ki si jo pred ali po Berniniju ni upal narediti noben umetnik: prikazati jo v neverjetno mladi kronološki dobi, kot idealizirano nežno lepoto, v pol klečečem položaju z odprtimi usti in razmaknjenimi nogami, njena obleka se razplete, vidno so prikazane bose noge (diskriminirani karmeličani so zaradi skromnosti vedno nosili sandale s težkimi nogavicami) in s serafom, ki jo je "slekel" tako, da je (po nepotrebnem) ločil plašč, da bi s puščico prodrl v njeno srce.